# آربر زنلی
آربر زنلی (انگلیسی: Arbër Zeneli؛ زادهٔ ۲۵ فوریهٔ ۱۹۹۵) بازیکن فوتبال متولد سوئد اهل کوزوو است.
از باشگاه‌هایی که در آن بازی کرده است می‌توان به باشگاه فوتبال الفسبورگ و باشگاه ورزشی هیرنفین اشاره کرد.
وی همچنین در تیم‌های ملی فوتبال زیر ۲۱ سال سوئد، و کوزوو بازی کرده است.